# Promiscuidade feminina
Promiscuidade feminina designa a prática de manter relações sexuais com múltiplos parceiros sem o estabelecimento de vínculos afetivos duradouros. Esse comportamento é, em geral, desaprovado em sociedades que valorizam relações comprometidas e de longo prazo. Pesquisas indicam que uma elevada libido pode estar associada à predisposição para relações sexuais não comprometidas entre mulheres e homens; entretanto, fatores biológicos, evolutivos, sociais e culturais também influenciam tanto a conduta quanto as opiniões sobre esse comportamento.

## Causa
Estudos relacionaram a orientação sociosexual ao desejo sexual, especialmente em mulheres, onde quanto maior o desejo sexual, menos restrita é a orientação sociosexual, isto é, o interesse por sexo fora de relacionamento comprometidos.
No entanto, no que diz respeito ao debate natureza e criação, há dados que enfatizam os fatores culturais, especialmente para as mulheres do que para os homens.
Uma revisão avaliou que a sociosexualidade era afetada quase igualmente pela hereditariedade e pelo ambiente não compartilhado com os irmãos; o ambiente compartilhado teve efeito relativamente pequeno.
Os homens tendem a apresentar escores mais altos de sociosexualidade e a serem menos restritos do que as mulheres em diversas culturas.
Porém, há mais variabilidade nos escores dentro de cada gênero do que entre homens e mulheres, indicando que, embora o homem médio seja menos restrito do que a mulher média, os indivíduos podem variar na orientação sociosexual independentemente do gênero.

### Psicologia
A estima corporal em mulheres mostrou uma correlação positiva significativa com a falta de restrição sociosexual.
Da mesma forma, a razão entre cintura e quadril e duas medidas de virilização apresentaram correlação positiva.
Por fim, ainda no mesmo estudo, o consumo de álcool também correlacionou, mas não está claro se este promovia o aumento do desejo sexual ou se o próprio aumento do desejo promovia o consumo, ou ainda se uma terceira variável estava envolvida.

### Biologia
Homens e mulheres que levam estilos de vida poliândricos apresentam níveis mais altos de testosterona.
No entanto, não está claro se os níveis mais altos de testosterona causam o aumento do desejo sexual e, consequentemente, a multiplicidade de parceiros, ou se a atividade sexual com múltiplos parceiros provoca o aumento da testosterona.
A sociosexualidade em mulheres está positivamente correlacionada com duas medidas de exposição pré-natal a andrógenos — a proporção digital da mão direita e os escores no teste de rotação mental de Vandenberg — fornecendo suporte limitado à hipótese de virilização da promiscuidade feminina (veja também Hormônios pré-natais e orientação sexual).
A hipótese mencionada não é de forma alguma mutuamente exclusiva com outras hipóteses.
O desejo sexual está correlacionado com o ciclo menstrual, de modo que muitas mulheres experimentam um aumento no desejo sexual alguns dias imediatamente antes da ovulação.
Os níveis de testosterona aumentam gradualmente a partir do aproximadamente 24º dia do ciclo menstrual de uma mulher até a ovulação, por volta do 14º dia do ciclo seguinte.
É comum que o desejo sexual diminua dramaticamente após a menopausa.
Vários estudos, inclusive os de Alfred Kinsey, concluíram que a faixa etária em que as mulheres são mais ativas sexualmente é, em média, na faixa dos 30 e poucos anos, com um estudo estimando amplamente o intervalo de 27–45 anos (enquanto o pico dos homens ocorre mais tarde).
Mulheres nessa faixa etária tipicamente relatam ter fantasias sexuais em maior número e intensidade, envolver-se em atividade sexual com mais frequência e demonstrar maior interesse por sexo casual.
Um estudo sobre antagonismo sexual sugeriu uma possível ligação genética entre a promiscuidade androfílica feminina e a androfília masculina: mulheres tribais de Samoa apresentaram correlação entre a produção reprodutiva e a probabilidade de terem netos androfílicos, embora não sobrinhos (veja também Fa'afafine).
A taxa de evolução molecular do gene da proteína seminal SEMG2 correlaciona-se com os níveis de promiscuidade feminina.

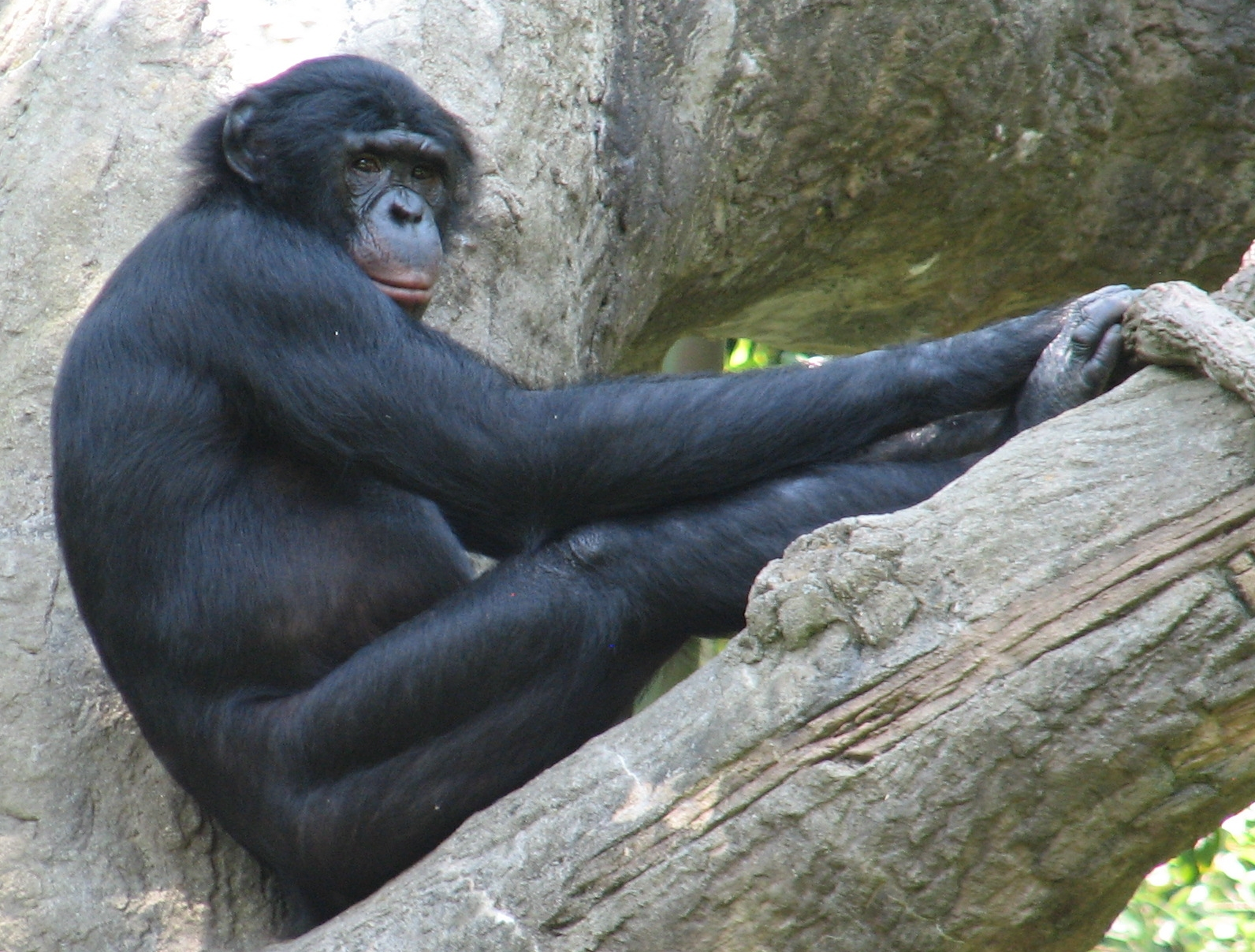
Bonobos tratam a atividade sexual como uma forma versátil de interação social, com propósitos que variam da redução do estresse à resolução de conflitos. As fêmeas tendem a dominar os machos coletivamente formando alianças e usam a sexualidade para controlá-los.

A hiperatividade patológica da via mesolímbica dopaminérgica no cérebro — manifestando-se, seja psiquiatricamente, durante a mania, ou farmacologicamente, como efeito colateral de agonista de dopamina, especificamente os agonistas com preferência pelo D3, — está associada a diversos vícios e tem sido demonstrado resultar, em alguns indivíduos de ambos os sexos, em comportamentos excessivos, por vezes hipersexuals.

#### Evolução
O princípio de Bateman implica que as fêmeas são seletivas, pois há pouca vantagem evolutiva em acasalar com múltiplos machos. No entanto, a observação de muitas espécies, desde coelhos até moscas-das-frutas, demonstrou que as fêmeas têm mais descendentes se acasalarem com um número maior de machos.
Exceções ao princípio de Bateman são numerosas, assim como hipóteses que explicam a evolução da promiscuidade feminina. De fato, as fêmeas têm muito a ganhar, dependendo da espécie.
Muitas espécies antes consideradas monogâmicas, incluindo aves como cisnes, agora são conhecidas por se envolverem em cópula fora do par.
Thierry Lodé encontrou possíveis explicações evolutivas para a poliandria relacionadas ao conflito sexual, incluindo a competição entre parceiros e a evitação da consanguinidade.
A lista a seguir é incompleta.
- É mais fácil garantir o sucesso reprodutivo (ou seja, é mais provável que a fêmea tenha descendentes).
- As fêmeas podem incentivar a competição espermática entre os machos após a cópula.
- Linhagens espermáticas múltiplas podem conferir maior variação nas características da prole.
- Em grupos de táxons eusociais, como colmeias, uma única fêmea ou casta produz descendentes enquanto os demais organismos cooperam no cuidado dos jovens. Abelhas de diferentes linhagens espermáticas se destacam em funções distintas dentro de uma colmeia, beneficiando a saúde do conjunto.
- Em tartarugas, por exemplo, ninhadas com maior variação nos genes paternos e aumento da competição espermática permitem que as fêmeas maximizem tanto a qualidade genética quanto o número de descendentes.[24]
- As fêmeas guppies que acasalaram com um maior número de machos em determinado ciclo apresentaram maior probabilidade de gerar filhos, os quais, por sua vez, tiveram maior capacidade reprodutiva.[25]
- As fêmeas podem receber ofertas de alimentos de parceiros potenciais que incitam a cópula.
- Uma fêmea pode buscar cópula fora do par com mais frequência durante períodos férteis do seu ciclo menstrual para conceber de um macho com genes de alta qualidade (veja Hipótese do filho sexy) enquanto depende dos recursos e do investimento paterno do parceiro social.
- A paternidade da prole é desconhecida, o que pode incentivar o cuidado paterno e desencorajar o infanticídio.[26]
- O comportamento de acasalamento extra-do par em fêmeas pode evoluir por seleção indireta nos machos.[27]

## Sociedade e cultura
Psicólogos evolucionistas teorizam que os tabus contra a promiscuidade feminina evoluíram com base na ansiedade de paternidade.
Antes da invenção dos testes de DNA, era impossível determinar com precisão a paternidade, diferentemente da maternidade. Um homem corria o risco de investir seu investimento paterno em descendentes que continham material genético de outro macho, e não o seu próprio.
Evolutivamente, isso se traduziu em ciúmes sexual e em costumes preventivos complexos (por exemplo, mutilação genital feminina, tabus menstruais).

### Pré-Moderno
A promiscuidade feminina é um tema recorrente em mitologias e religiões. No Oriente Médio, a prostituição sagrada, geralmente em honra da Deusa Astarte, era comum antes do século IV, quando o Imperador Constantino I tentou substituir as tradições pagãs pelo Cristianismo.
Na mitologia grega, as ninfas são retratadas como espíritos da natureza perigosos e sexualmente desinibidos com os humanos; daí o termo médico ninfomania da era vitoriana.
O Império Romano é popularmente visto como sexualmente pródigo, e certas imperatrizes romanas — como Teodora I, Messalina e Júlia a Mais velha — ganharam em vida a reputação de extrema promiscuidade.

Nos campos do prazer ela [Imperatriz Teodora] nunca foi vencida. Frequentemente, ela saía para piqueniques com dez ou mais jovens, no auge de sua força e virilidade, e se divertia com todos eles, a noite inteira... e, mesmo assim, não encontrava alívio para seu desejo... E embora abrisse amplamente três portões para os embaixadores de Cupido, lamentava que a natureza não tivesse igualmente desvendado os meandros de seu seio, de modo que pudesse oferecer uma recepção ainda maior aos seus emissários.— Procópio "História Secreta". Capítulo IX: Como Teodora, a mais depravada de todas as cortesãs, conquistou seu amor
A Bíblia apresenta muitas personagens femininas identificadas como promíscuas, entre elas a prostituta de Babilônia, a Princesa Jezabel, a Jezabel (profetisa de Tira), Gômer (esposa de Oséias), Raabe, Salomé e a esposa anônima de Potifar.

Contudo, ela [Oholibah] tornou-se cada vez mais promíscua ao recordar os dias de sua juventude, quando era prostituta no Egito. / Ali, ela desejava intensamente seus amantes, cujos genitais eram como os de jumentos e cuja emissão assemelhava-se à de cavalos.— A Bíblia (NVI) O Livro de Ezequiel XXIII:19–20

### Moderno

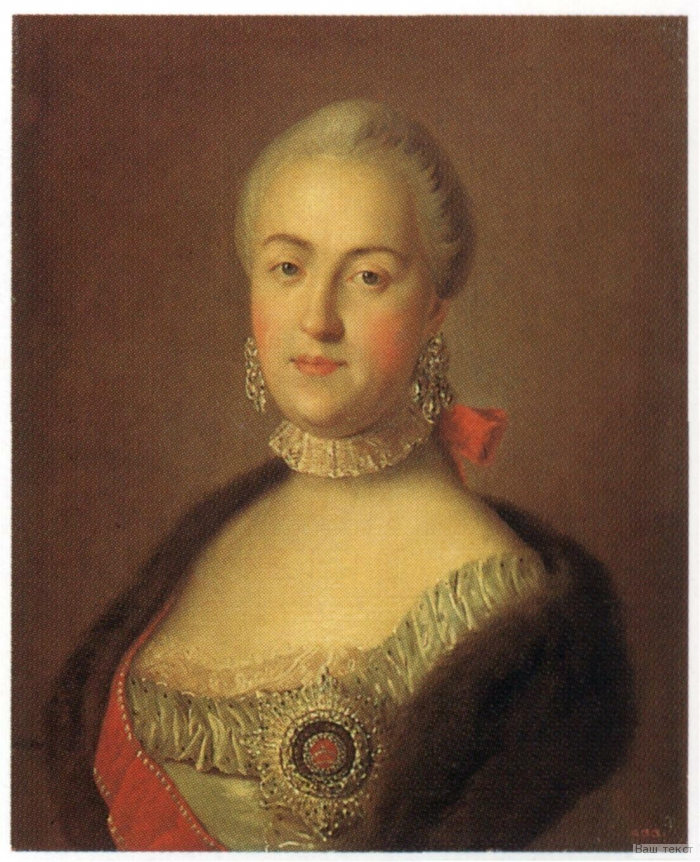
A imperatriz Catarina, a Grande, figura importante na época do Iluminismo, é popularmente lembrada por sua promiscuidade sexual.

Muitas culturas historicamente impuseram restrições à sexualidade, de forma particularmente enfática contra a expressão imoderada da sexualidade por parte das mulheres.
Em contraste, algumas filosofias éticas recentes — tanto seculares (originadas do individualismo e do feminismo sex-positivo) quanto religiosas (por exemplo, Wicca, Thelema, Satanismo LaVeyano) — ou toleram ou celebram abertamente essa liberdade.

Acreditamos que desprivatizar o sexo é, fundamentalmente, um ato político radical. Tanta opressão em nossa cultura se baseia na vergonha do sexo: na opressão das mulheres, das minorias culturais, na opressão em nome de uma família (supostamente assexual) e na opressão das minorias sexuais. Todos somos oprimidos. Todos fomos ensinados, de uma forma ou de outra, que nossos desejos, nossos corpos, nossas sexualidades, são vergonhosos. Que melhor forma de combater a opressão do que se reunir em comunidades e celebrar as maravilhas do sexo?— Dossie Easton, Catherine Liszt "The Ethical Slut". Capítulo XXII: Sexo em Grupo, Sexo Público, Orgias…
A opinião pública oscilou ao longo dos séculos, com retrocessos como o Puritanismo na Nova Inglaterra (1630–1660) e a era vitoriana (1837–1901), quando a hipersexualidade era frequentemente tratada como um distúrbio exclusivamente feminino, diagnosticado com base em aspectos tão simples quanto a masturbação isolada (ver aqui).
Até o final do século XX, mulheres podiam ser encarceradas por comportamentos promíscuos em supostos Asilo de Magdalenas, sendo o último deles fechado na Irlanda em 1996.
De 1897 a 1958, Ontário utilizou a Lei dos Refúgios Femininos para encarcerar mulheres consideradas "incorrigíveis".
Após a Revolução Industrial (1760~1840), com a industrialização e a urbanização dos países ocidentais, as oportunidades de educação e emprego para as mulheres aumentaram. Esse cenário deu origem, no final do século XIX, ao ideal feminista da "Nova Mulher" — personificação da autonomia econômica, sexual e de outras esferas femininas — que influenciou profundamente o feminismo até o século XX.
Só com a Lei da Propriedade das Mulheres Casadas de 1882 as cidadãs britânicas deixaram de ser obrigadas, legalmente, ao transferir toda sua propriedade para os maridos ao se casarem. O movimento das mulheres esteve intimamente aliado ao movimento do amor livre, cujos defensores acreditavam que a mulher deveria ser soberana sobre seu corpo.
Leyes contra el adulterio [eram] baseadas na ideia de que a mulher é uma propriedade, de modo que fazer amor com uma mulher casada é privar o marido de seus serviços. É a declaração mais franca e crua de uma situação de escravidão. Para nós, toda mulher... tem... um direito absoluto de circular em sua própria órbita. Não há razão para que ela não possa ser a ideal hausfrau, se assim desejar. Mas a sociedade não tem o direito de impor esse padrão. Era, por razões práticas, quase necessário estabelecer tais tabus em pequenas comunidades, tribos selvagens, onde a esposa não passava de uma serva geral, e onde a segurança do povo dependia de uma alta taxa de natalidade. Mas hoje a mulher é economicamente independente, ficando cada vez mais assim a cada ano. O resultado é que ela imediatamente afirma seu direito de ter tantos ou tão poucos homens ou filhos quanto quiser ou puder; e desafia o mundo a interferir nela. Mais poder para ela!— Aleister Crowley "A Lei é para Todos", New Comment 1:41
Os Loucos Anos Vinte foram descritos como "uma época em que o gim era a bebida nacional e o sexo a obsessão nacional".
Naquela época, popularizava-se uma subcultura feminina chamada "flappers", que desafiava as normas sociais e sexuais e representava um desafio significativo aos papéis de gênero vitorianos. Porém, esses sentimentos foram ofuscados pela Grande Depressão.
Apesar disso, o filme mudo de 1925 O Quimono Vermelho, que simpatizava com sua protagonista promíscua, foi alvo de censura severa e resultou em um caso jurídico emblemático, Melvin v. Reid.
Os anos 1950 na América são estereotipados como um período de repressão sexual, embora não tão severo quanto a era vitoriana.
A promiscuidade feminina, em especial, passou a ser muito mais aceita na cultura Ocidental após a revolução sexual dos anos 1960, que acompanhou o movimento hippie. Tornou-se também um tema mais frequente na mídia de massa, incluindo o cinema (por exemplo, Sex and the City) e a música (por exemplo, Erotica, da Madonna).
Madonna tem estado na vanguarda do movimento pela neutralidade de gênero no que tange à promiscuidade desde que se tornou uma artista de reconhecimento mundial nos anos 1980. Além de suas letras sexualmente explícitas e ocasionais exposições de nudez em apresentações ao vivo — e de quase ter sido presa em Toronto, Ontário, Canadá, em 29 de maio de 1990 por simular masturbação em público, seu livro Sex, lançado em 21 de outubro de 1992, foi um pictorial nu de grande sucesso comercial que a mostrava, juntamente com várias celebridades, em cenas de suposta promiscuidade, reforçando sua visão de igualdade de gênero nesse aspecto.
Houve um aumento na conscientização sobre a discriminação com base na promiscuidade — aparente ou real — que, desde pelo menos 2010, tem sido denominada vergonha por promiscuidade.
Em 3 de abril de 2011, o movimento SlutWalk — protestando contra a explicação ou justificativa do estupro com base em qualquer aspecto da aparência de uma mulher e, por extensão, reivindicando a liberdade sexual em geral — teve início em Toronto, Ontário, Canadá, e se espalhou pelo mundo.

#### Não Ocidental
No mundo islâmico, a promiscuidade feminina é uma grande preocupação para a "Ummah".
Em alguns países, a mulher é obrigada, legalmente, a usar um véu, como o burca ou o niqab — símbolos, por si só, de "modéstia" e de "namus", isto é, da contenção sexual feminina — para impedir que seu corpo seja visto por homens que não sejam de sua família ou seu único marido.
Quando uma mulher muçulmana é descoberta mantendo relações extraconjugais, ela corre o risco de ser executada, seja por uma instituição governamental ou por particulares. Neste último caso, um cenário comum, inclusive entre muçulmanos residentes em países ocidentais, é o assassinato por honra, em que os familiares da mulher, sentindo que ela trouxe desonra à família, recorrem ao homicídio como forma de expiação.
Caso contrário, a mulher pode ser condenada à pena de morte por um tribunal, de acordo com os costumes da lei islâmica da Sharia, que se baseia nas escrituras do Alcorão e na Sunna. Para "zina", ou adultério, o Alcorão prescreve 100 chicotadas em público; e a Sunna acrescenta a lapidação ("Rajm") à morte se for extraconjugal.
Em 20 de abril de 2010, o clérigo islâmico iraniano Hojatoleslam Kazem Sedighi provocou ridículo transnacional ao culpar mulheres promíscuas por causarem terremotos.
Seis dias depois, em 26 de abril, ocorreu a reunião americana Boobquake, organizada pela blogueira Jennifer McCreight e com a participação de 200.000 pessoas, em resposta a tais declarações.
O Japão não foi tão rapidamente alcançado pela revolução sexual, que teve origem nos anos 1960 nos Estados Unidos. O documentário Japão – Sexualidade Feminina abordou o tema sob a perspectiva dos anos 1990, relatando um aumento dessa tendência.
Embora a poliginia seja mais comum, algumas sociedades tribais são tradicionalmente poliândricas.

## Estatísticas
O uso de métodos demográficos na pesquisa sexológica foi pioneiro pelo zoólogo americano Alfred Kinsey, que publicou dois livros — Comportamento Sexual do Homem (1948) e Comportamento Sexual da Mulher (1953) —, conhecidos coletivamente como os Relatórios Kinsey.
Esses relatórios contrariaram as expectativas do público e abriram caminho para a revolução sexual dos anos 1960.
Avaliar com precisão o comportamento sexual das pessoas é difícil, pois há fortes motivações sociais e pessoais, em função de sanções de controle social e tabus, para minimizar ou exagerar a atividade sexual relatada. Mulheres tendem a subestimar o número de seus parceiros sexuais, enquanto homens tendem a superestimar o número dos seus.[carece de fontes?]
Em um estudo de 1994 nos Estados Unidos, quase todas as mulheres heterossexuais casadas relataram ter contato sexual apenas com seus maridos, e mulheres solteiras quase sempre relataram ter tido no máximo um parceiro sexual nos últimos três meses. Lésbicas que possuíam um parceiro de longo prazo relataram ter menos parceiros externos do que as mulheres heterossexuais.
Pesquisas mais recentes, entretanto, contradizem a afirmação de que as mulheres heterossexuais são, em sua maioria, monogâmicas. Um estudo de 2002 estimou que 45% a 55% das mulheres heterossexuais casadas mantêm relações sexuais fora do casamento.
Enquanto as estimativas para homens heterossexuais foram maiores (50–60%), os dados indicam que uma parcela significativa de mulheres heterossexuais casadas possui ou já possuíram parceiros sexuais além do cônjuge.
Um estudo internacional constatou que as mulheres apresentam maior variabilidade que os homens em seu desejo sexual.
As medições internacionais de promiscuidade variam de estudo para estudo, conforme a metodologia empregada. Por razões práticas — a impossibilidade de inquirir toda a população de um país — todos esses estudos são de natureza raciocínio indutivo, generalizando sobre a população com base em grupos amostrais supostamente representativos.
Por exemplo, em um estudo não científico conduzido pela fabricante de preservativos Durex, mulheres britânicas relataram ter menos parceiros do que homens britânicos, enquanto o único país em que as mulheres relataram ter mais parceiros que os homens foi a Nova Zelândia (20,4 contra 16,8), sendo também o país em que as mulheres relataram ter mais parceiros sexuais do que as mulheres de todos os outros países pesquisados.
Para complicar ainda mais, um estudo conhecido sobre sociosexualidade, que inquiriu 14.059 pessoas em 48 países, classificou a Nova Zelândia (logo antes da Eslovênia) em segundo lugar, atrás apenas da Finlândia; já os Estados Unidos, na mesma pesquisa unissex, ficaram em 22º lugar.

## Terminologia

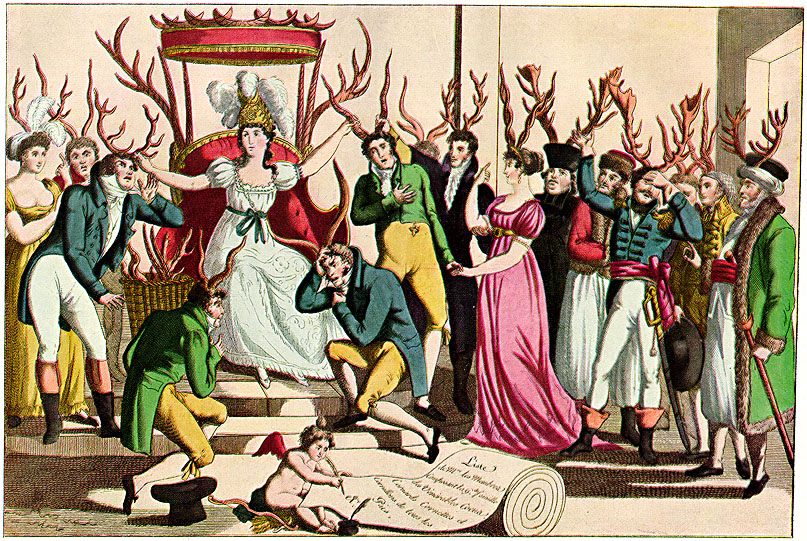
Sátira francesa, ca. 1815, sobre cornos, que mostra homens e mulheres usando chifres

Relações sexuais com múltiplos machos são denominadas poliandria. O termo tem um significado mais específico na zoologia, onde se refere a um tipo de sistema de acasalamento, e na antropologia, onde se refere a um tipo de casamento.
Relações sexuais com múltiplas fêmeas são denominadas poliginia, mas, na zoologia, aplicam-se apenas a relações heterossexuais.
Poliamor é, às vezes, definido como não-monogamia com o consentimento de todas as partes envolvidas, seja dentro ou fora de relacionamento comprometido.
Diferenças atitudinais quanto ao sexo fora de relacionamentos comprometidos são designadas pelo termo orientação sociosexual ou simplesmente sociosexualidade.
Desde pelo menos 1450, a palavra vadia tem sido usada, frequentemente de forma pejorativa, para descrever uma mulher sexualmente promíscua.
Na era elizabetana e na era jacobina, termos como "strumpet" e "prostituta" eram usados para descrever mulheres consideradas promíscuas, como exemplificado na peça de 1612 de John Webster, O Diabo Branco.
A discriminação direcionada a indivíduos, especialmente mulheres, por comportamentos sexuais considerados excessivos tem sido denominada, desde pelo menos a primavera de 2010, com o neologismo vergonha por promiscuidade (também hifenizado como vergonha-por-promiscuidade).
O fetiche de cornudo é uma expressão coloquial para uma parafilia em que a gratificação sexual é obtida por meio da manutenção ou observação das relações sexuais de uma mulher com um ou vários homens, além do marido, namorado ou parceiro sexual de longo prazo.
A gíria popular cougar refere-se a uma mulher que busca relações sexuais com homens consideravelmente mais jovens.
O termo mulher caída era usado para descrever uma mulher que "perdeu sua inocência" e caiu da graça de Deus. Na Grã-Bretanha vitoriana, passou a estar intimamente associado à "perda ou rendição da castidade feminina". Seu uso expressava a crença de que, para ser social e moralmente aceitável, a sexualidade e a experiência de uma mulher deveriam ser inteiramente restritas ao casamento, estando ela também sob a supervisão e o cuidado de um homem autoritário.